# Kunai

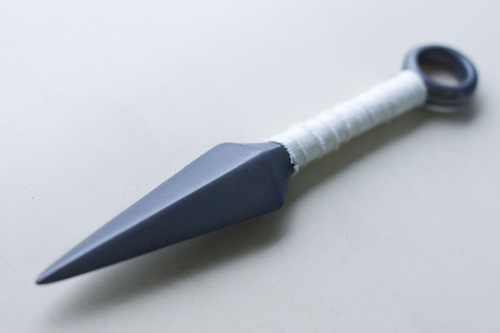
En typisk kunai i fiktiv version

Kunai är ett trädgårdsredskap som användes av bönder i Japan. Senare började ninjor använda redskapet som ett vapen, främst eftersom de var så billiga att tillverka. Kunai förekommer som vapen även inom mangan, exempelvis i Naruto. Likaså använder tv-spelskaraktären Scorpion kunai i spelet Mortal Kombat.